# Semjon Nepljujev
Semjon Prostasevitj Nepljujev var en rysk vojevod under det Stora nordiska kriget. Han är förmodligen mest känd från  slaget vid Kletsk 1706, där nästan hela hans styrka blev förintad av svenskarna i ledning av Carl Gustaf Creutz. Okänt när han föddes eller avled.